# Phủ Lý (xã)
Phủ Lý là một xã thuộc huyện Phú Lương, tỉnh Thái Nguyên, Việt Nam.

## Địa lý
Xã Phủ Lý nằm ở phía tây huyện Phú Lương, có vị trí địa lý:
- Phía đông giáp xã Động Đạt và xã Yên Đổ
- Phía tây giáp xã Hợp Thành và xã Ôn Lương
- Phía nam giáp xã Động Đạt
- Phía bắc giáp xã Ôn Lương và xã Yên Đổ.

Xã Phủ Lý có diện tích 15,76 km², dân số năm 1999 là 2.770 người, mật độ dân số đạt 176 người/km².
Xã có một trong hai dòng chính của sông Đu chảy qua địa bàn. 

## Lịch sử
Xã Phủ Lý được thành lập vào năm 1954 trên cơ sở chia xã Tam Hợp thành ba xã Tân Thành (nay là xã Ôn Lương), Hợp Thành và Phủ Lý.

## Hành chính
Xã Phủ Lý được chia thành 12 xóm: Bản Eng, Đồng Cháy, Đồng Chợ, Đồng Rôm, Hiệp Hòa, Khe Ván, Khuân Rây, Na Biểu, Na Dau, Na Mọn, Suối Đạo, Tân Chính.

## Kinh tế - xã hội
Phủ Lý là một trong 19 xã An toàn khu ở tỉnh Thái Nguyên.